# All England Super Series 2013
Die All England Super Series Premier 2013 im Badminton fand vom 5. bis zum 10. März 2013 in Birmingham in der National Indoor Arena statt. Es war die 103. Auflage dieser Veranstaltung. Das Preisgeld betrug 400.000 US-Dollar. Zum Erreichen von jeweils vier freien Plätzen des Hauptfeldes pro Disziplin wurde eine Qualifikation ausgetragen.

## Sieger und Platzierte
| Disziplin    | Gold                          | Silber                         | Bronze                                   |
| ------------ | ----------------------------- | ------------------------------ | ---------------------------------------- |
| Herreneinzel | Chen Long                     | Lee Chong Wei                  | Tanongsak Saensomboonsuk                 |
| Herreneinzel | Chen Long                     | Lee Chong Wei                  | Jan Ø. Jørgensen                         |
| Dameneinzel  | Tine Baun                     | Ratchanok Intanon              | Sung Ji-hyun                             |
| Dameneinzel  | Tine Baun                     | Ratchanok Intanon              | Saina Nehwal                             |
| Herrendoppel | Liu Xiaolong Qiu Zihan        | Hiroyuki Endo Kenichi Hayakawa | Mohammad Ahsan Hendra Setiawan           |
| Herrendoppel | Liu Xiaolong Qiu Zihan        | Hiroyuki Endo Kenichi Hayakawa | Maneepong Jongjit Nipitphon Puangpuapech |
| Damendoppel  | Wang Xiaoli Yu Yang           | Cheng Shu Zhao Yunlei          | Miyuki Maeda Satoko Suetsuna             |
| Damendoppel  | Wang Xiaoli Yu Yang           | Cheng Shu Zhao Yunlei          | Ma Jin Tang Jinhua                       |
| Mixed        | Tontowi Ahmad Liliyana Natsir | Zhang Nan Zhao Yunlei          | Muhammad Rizal Debby Susanto             |
| Mixed        | Tontowi Ahmad Liliyana Natsir | Zhang Nan Zhao Yunlei          | Markis Kido Pia Zebadiah                 |